# Radějov
Radějov är en ort i Tjeckien. Den ligger i regionen Södra Mähren, i den sydöstra delen av landet, 250 km sydost om huvudstaden Prag. Radějov ligger 234 meter över havet och antalet invånare är 830.
Terrängen runt Radějov är platt åt nordväst, men åt sydost är den kuperad. Runt Radějov är det ganska glesbefolkat, med 40 invånare per kvadratkilometer. Närmaste större samhälle är Hodonín, 15,5 km väster om Radějov. Trakten runt Radějov består till största delen av jordbruksmark.